# Kim Rak-hui
Kim Rak-hui, född 1933, död 2013, var en nordkoreansk politiker. 
Hon var verksam inom agrikulturella kooperativ, och hennes insatser för krigsransoneringen under koreakriget 1950-1953 gjorde att hon uppmärksammades av Kim Il-sung, vilket gav henne möjlighet att göra karriär inom partiet. 
Hon valdes in i folkförsamlingen 1957 och satt där 1957-2003. Hon var medlem i partiets centralkomitté 1970-1980. 
Hon blev 2010 medlem i politbyrån, och var 2010-2012 en av landets vice premiärministrar och nummer 27 i partihierarkin.